# Liste der Monuments historiques in Aubinges
Die Liste der Monuments historiques in Aubinges führt die Monuments historiques in der französischen Gemeinde Aubinges auf.

## Liste der Objekte
| Bezeichnung                           | Beschreibung                                        | Standort                       | Kennzeichnung | Schutzstatus | Datum | Bild |
| ------------------------------------- | --------------------------------------------------- | ------------------------------ | ------------- | ------------ | ----- | ---- |
| Skulpturengruppe Unterweisung Mariens | Stein, polychrom gefasst, Ende des 15. Jahrhunderts | in der Kirche St-Marcel (Lage) | PM18000027    | Classé       | 1956  |      |
| Taufbecken                            | Gusseisen, 16. Jahrhundert                          | in der Kirche St-Marcel (Lage) | PM18001133    | Inscrit      | 1999  |      |